# Freibergita
La freibergita es un mineral de la clase de los llamados minerales sulfuros, y dentro de esta pertenece al llamado grupo de la tetraedrita. Fue descubierta en 1853 en el distrito de Freiberg, en Sajonia (Alemania), siendo este el motivo de que se pusiera su nombre. Sinónimos muy poco usados son: aftonita o leukargirita.

## Características Químicas
Es un sulfuro-antimoniuro de metales como la plata, el cobre y el hierro. Su estructura cristalina cúbica es isoestructural con los minerales de argentotennantita, tennantita y tetraedrita, siendo el análogo con mucha plata de este último.
Forma dos series de solución sólida, una de ellas con la argentotennantita (Ag6Cu4(Fe,Zn)2As4S13), en la que la sustitución gradual de parte del hierro por cinc y el antimonio por arsénico va dando los distintos minerales de la serie.
Una segunda serie es la que forma con la tetrahedrita (Cu12Sb4S13), en la que se va sustituyendo la plata y el hierro por cobre.
Además de los elementos de su fórmula, suele llevar como impurezas: cinc, mercurio o bismuto.

## Formación y yacimientos
Se forma por alteración hidrotermal de depósitos de otros minerales, común en filones en granitos. Suele aparecer asociado en estas rocas a otros minerales sulfuros y sulfosales, muy comúnmente junto a la tetrahedrita.

## Usos
Aunque no es abundante suele extraerse en las minas por sus metales y sobre todo como mena de plata.